# Guerre de la morue
Les Guerres de la morue (en anglais The Cod Wars, en islandais Þorskastríðin ou Landhelgisstríðin « les guerres pour les eaux territoriales ») sont plusieurs conflits d'ordre économique opposant le Royaume-Uni et, dans une moindre mesure, l'Allemagne de l'Ouest à l'Islande entre les années 1950 et 1970 au sujet des zones de pêches islandaises. En 1952, l'Islande décida d'étendre sa zone de pêche de 3 à 4 milles marins (7,4 km) au large de ses côtes. Cela engendra une vague de protestations au Royaume-Uni et le gel temporaire des importations de poisson islandais. La première « guerre » de la morue ne commença cependant qu'en 1959, après une extension par l'Islande de ses eaux territoriales à 12 milles marins (22,2 km). Les Britanniques décidèrent alors d'envoyer des navires de guerre pour protéger leurs chalutiers qui pêchaient dans cette zone. Les relations s'apaisèrent toutefois après la conclusion d'un accord entre les deux pays.
Le conflit reprit en 1972, lorsque l'Islande étendit sa zone de pêche à 50 milles marins (92,6 km), puis, en 1975, à 200 milles marins (370,4 km). Malgré des opérations parfois violentes, il n'y eut qu'une victime humaine : un Islandais, qui fut électrocuté accidentellement pendant qu'il tentait de réparer son bateau, endommagé pendant le conflit.
Même si la Royal Navy, la marine britannique, fut mobilisée, les deux pays ne se déclarèrent jamais la guerre. Le théâtre des opérations fut la bande d'eaux située entre 3 milles marins (5,6 km) et 12 milles marins (22,2 km) autour de l'Islande, dont le gouvernement souhaitait préserver les ressources halieutiques en l'interdisant aux chalutiers étrangers. Le litige prit fin officiellement en 1976 lorsque les Britanniques reconnurent la légitimité des mesures islandaises. Ce conflit posa les bases de la notion de zone économique exclusive, qui sera officialisée et généralisée par la Convention de Montego Bay de 1982.
En France, ce nom est parfois utilisé pour le conflit dans les années 1990 des zones de pêche entre Français et Canadiens aux pourtours de l’archipel français de Saint-Pierre-et-Miquelon.

## Contexte
Dès le Xe siècle, l’activité commerciale autour de la morue était une des principales en Europe, notamment parce que le christianisme interdisait la consommation d’animaux terrestres pendant environ la moitié des jours de l’année. De plus, la morue, une fois salée et/ou séchée, se conserve plus longtemps et a meilleur goût que, par exemple, le hareng (dont la graisse peut rancir) ou la viande de baleine (à l’époque, avant l’émergence de l’histoire naturelle, les cétacés n'avaient pas été reconnus comme mammifères, et étaient considérés comme des poissons). L’intérêt pour la morue n’ayant pas diminué, des luttes pour cette ressource se sont produites plusieurs fois dans l’histoire.
Les eaux autour de l’Islande sont parmi les plus poissonneuses, et dès le XIIIe siècle, les marins anglais venaient y pêcher. À partir de 1475, la Ligue hanséatique décida d’exclure les marins de Bristol, principal port morutier anglais, du commerce de la morue islandaise. En 1532, à la suite de l’assassinat d’un marin anglais en Islande, la marine anglaise attaqua la flotte de la Ligue. Après une brève bataille navale, les Anglais se retirèrent et furent chassés d’Islande pendant 350 ans.

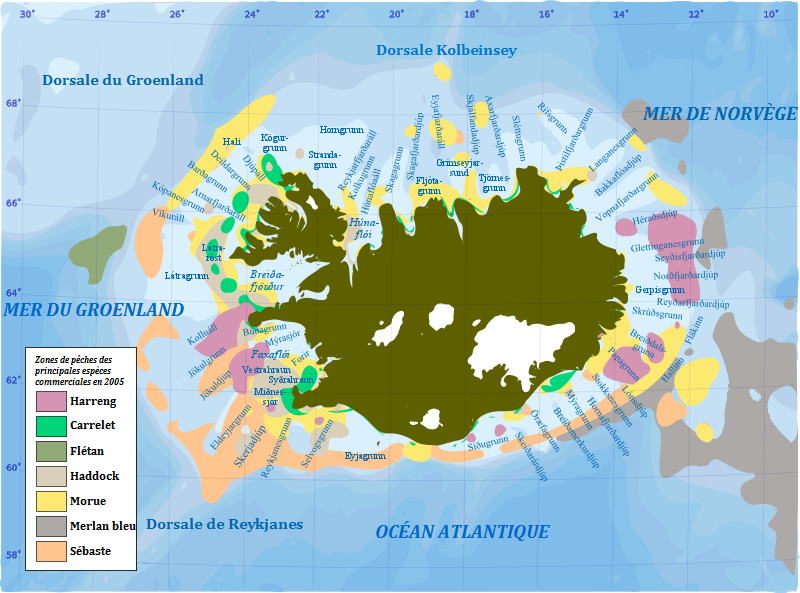
Principales espèces de poisson des eaux islandaises en 2005

À partir de la dernière décennie du XIXe siècle, les Britanniques revinrent pêcher dans les eaux environnant l’Islande. En effet, c’est à partir de cette époque que les prises de morue diminuèrent sérieusement en mer du Nord et s'activaient les flottes de Kingston-upon-Hull et Grimsby, les nouveaux principaux ports morutiers. En 1901, les Britanniques et les Danois (l’Islande faisait partie du royaume du Danemark depuis 1380) signèrent une convention qui fixait à trois milles nautiques (5,56 km) la distance minimale à laquelle les pêcheurs britanniques pouvaient s'approcher des côtes islandaises pour pêcher. À partir de 1920, les Allemands vinrent pêcher en grand nombre à proximité de l'Islande. Les flottes étrangères ne respectaient pas toujours cette limite des trois milles nautiques, et l'Islande commença à se doter d'une flotte de garde-côtes. Des tensions apparurent assez rapidement entre les pêcheurs islandais et étrangers. Des scientifiques commencèrent à s'inquiéter des effets d'une pêche trop intense sur les stocks de morue. Les flottes étrangères et notamment britanniques commencèrent à être montrées du doigt notamment parce que pendant la Première Guerre mondiale, les chalutiers et marins britanniques, réquisitionnés pour les besoins de la guerre, étaient absents des eaux islandaises, et les prises des pêcheurs locaux avaient augmenté substantiellement.
En avril 1940, le Danemark fut envahi par l'Allemagne nazie et, en réponse, les Alliés occupèrent l’Islande. Pendant ces années de guerre, l'Islande fut quasiment le seul pays d'Europe du Nord à pouvoir pêcher et vendre de la morue. L'île, qui était très pauvre, commença à connaître la prospérité économique. En juin 1944, l’Islande devint une république indépendante, et la convention de 1901 devint donc caduque.

## Première Guerre de la morue
En 1950, l'Islande décida que ses eaux territoriales s'étendaient jusqu'à quatre milles nautiques (7,41 km) de ses côtes. Entre 1954 et 1957, les Islandais constatèrent que leurs prises de morues avaient diminué d'environ un sixième alors que leurs prises de poissons côtiers, , donc mieux protégés par la limite des quatre milles, augmentaient. En disant donc qu'il était nécessaire de mieux protéger les stocks de morue vitaux pour leur économie, une nouvelle loi islandaise entra en vigueur le 1er septembre 1958 pour étendre les eaux territoriales de l'île jusqu’à 12 milles nautiques (22,22 km) de ses côtes, conformément à la majorité qui s'était dégagée lors de la conférence de Genève, organisée par les Nations unies.
Ce fut donc le début de ce que les journalistes appelèrent rapidement la première « guerre de la morue » (en anglais : cod war). Les Islandais nommèrent les événements Þorskastríðin (« guerre de la morue ») ou Landhelgisstríðin (« guerre des garde-côtes » ou « guerre des eaux territoriales »). Cette première « guerre » dura de septembre 1958 à février 1961. Les pays européens qui pêchaient dans cette zone condamnèrent cette décision unilatérale de l'Islande, qui constituait selon eux une atteinte au principe de la liberté des mers. Néanmoins, tous les chalutiers étrangers sauf les britanniques se retirèrent de cette zone des 12 milles. La marine britannique mobilisa au moins 37 vaisseaux et 7 000 hommes pour protéger leurs morutiers. En face, les Islandais ne purent déployer que sept patrouilleurs et 100 garde-côtes et un hydravion (Consolidated PBY Catalina), rendant la tâche difficile pour les garde-côtes islandais, ces derniers ne pouvant arraisonner que très peu de bateaux de pêche britanniques.

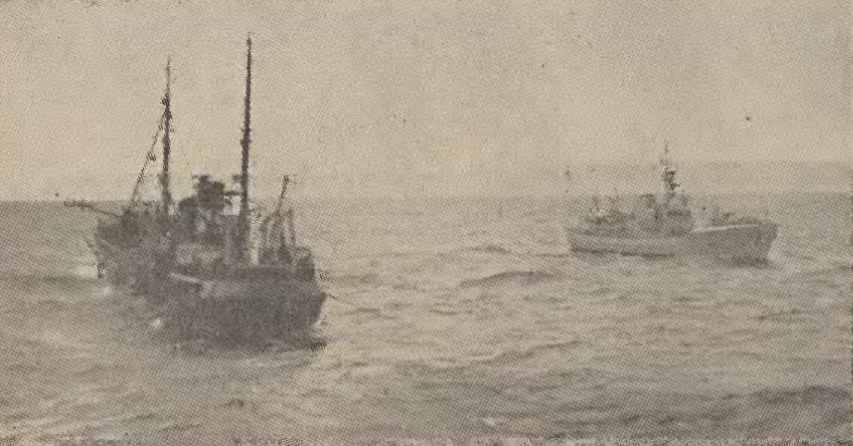
Le chalutier britannique Coventry et le navire de la Garde-côtes d'Islande Albert dans les Vestfirðir en 1958

De nombreux incidents entre l'Islande et le Royaume-Uni émaillèrent cette période. Le 4 septembre 1958, alors qu'un patrouilleur islandais, Ægir, tente d'arraisonner un chalutier britannique pour le ramener vers les Vestfirðir, il entre en collision avec une frégate britannique, le HMS Russell (F97). Le 6 octobre 1958, le María Júlía tira à trois reprises sur le chalutier Kingston Emerald, l'obligeant à se retirer. Le 12 novembre 1958, le Þór accrocha le chalutier Hackness, qui n'avait pas rangé ses filets correctement. Le Hackness ne s'arrêta qu'après avoir subi des tirs de canons provenant du Þór. La frégate HMS Russell arriva sur place, et son commandant ordonna au capitaine islandais de cesser ses actions parce qu'il ne se trouvait pas à l'intérieur de la zone des quatre milles nautiques, reconnue par les Britanniques. Le capitaine du Þór, Eiríkur Kristófersson, refusa et demanda à ses hommes de s'approcher du chalutier avec le canon armé. En réponse, la frégate britannique menaça de couler le navire islandais si le canon était utilisé. Cet incident prit fin après l'arrivée sur zone de plusieurs navires britanniques. Le jour même de cet incident, les Islandais et les Britanniques décidèrent de négocier pour mettre fin au conflit.
Malgré la position de force du gouvernement britannique, ce dernier préféra négocier avec les Islandais, le coût d'un tel déploiement de navires militaires étant énorme. En février 1960, Peter Carington, Lord de l'Amirauté et responsable de la Royal Navy, déclara que le déploiement de navires depuis le début de l'année avait déjà coûté plus de 500 000 livres et qu'un total de 53 navires de guerre britanniques avaient pris part aux opérations. De plus, les militaires gênaient les pêcheurs, et la quantité de poissons pêchés s'en ressentait. Les deux parties se mirent d'accord pour que de futurs différends entre les deux pays soient envoyés devant la Cour internationale de justice de La Haye. En février 1961, le gouvernement de Harold Macmillan accepta de reconnaître la limite des 12 milles nautiques à partir de 1964.

## Deuxième Guerre de la morue
En 1971, les Islandais décidèrent d'étendre leurs zones de pêches exclusives à partir du 1er septembre 1972 de 12 à 50 milles nautiques (92,6 km). Certains pays, comme la Norvège ou la Belgique, trouvèrent un accord avec l'Islande, ce qui leur permettait de continuer à pêcher dans les eaux islandaises. Ce ne fut néanmoins pas le cas de la plupart des pays, comme le Royaume-Uni : la deuxième guerre de la morue, qui fut la plus âpre, dura de septembre 1972 à novembre 1973. La marine britannique, assistée par l'Allemagne de l'Ouest, n'envoya, dans un premier temps, que des remorqueurs, chargés officiellement d'empêcher le harcèlement par les garde-côtes islandais.

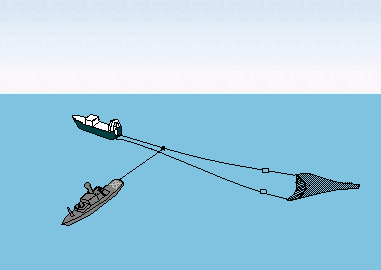
La technique d'utilisation du coupeur de chalut.

Ceux-ci utilisèrent, cette fois, des coupeurs de chalut pour couper et couler les filets (d'une valeur de plusieurs milliers de livres) des chalutiers britanniques et allemands. Pour se protéger, les chalutiers britanniques naviguaient par deux, un des deux surveillant l'arrière de celui qui pêchait, ce qui, de fait, diminuait la capacité de pêche de la flotte britannique. Le 18 janvier 1973, les filets de 18 chalutiers furent coupés. Face à cette tactique, les marins britanniques menacèrent de quitter les zones de pêche islandaises si la Royal Navy ne les protégeait pas. Le lendemain, des remorqueurs furent envoyés pour les assister. Le premier était le Statesman.
Le 23 janvier 1973, l'Eldfell entra en éruption sur la seule île habitée de l'archipel des Vestmann, Heimaey, ce qui nécessita une évacuation de la population. Les navires des gardes-côtes sont déroutés pour assister l'évacuation, ce qui provoqua un certain répit pour les chalutiers britanniques.
Le 19 mai 1973, des frégates britanniques arrivèrent dans les eaux islandaises. Le 1er juin 1973, le navire ravitailleur de phare Árvakur entra en collision avec quatre navires britanniques, et six jours plus tard, le navire Ægir entra en collision avec la frégate HMS Scylla (en).
L'OTAN, dont les protagonistes étaient membres, fit pression pour qu'un accord soit trouvé avant que le conflit ne dégénère. Le 16 septembre 1973, son secrétaire général, Joseph Luns, arriva à Reykjavik pour discuter avec le gouvernement islandais, qui menaçait de quitter l'OTAN, en pleine Guerre froide avec l'Union soviétique. Après une série de discussions, les Britanniques acceptèrent de retirer leurs navires le 3 octobre. Un accord est conclu le 8 novembre dans lequel le Royaume-Uni reconnaît la juridiction de l'Islande dans la zone des 50 milles en échange de la permission de pêcher 130 000 tonnes dans cette zone pendant deux ans. Dans le même temps, une commission de l'ONU préconisa d'étendre le droit des pays à gérer les ressources économiques des mers et des océans jusqu'à 200 milles nautiques (370 km) de leurs côtes. En Europe, l'Islande et la Norvège furent les seuls pays à y agréer.

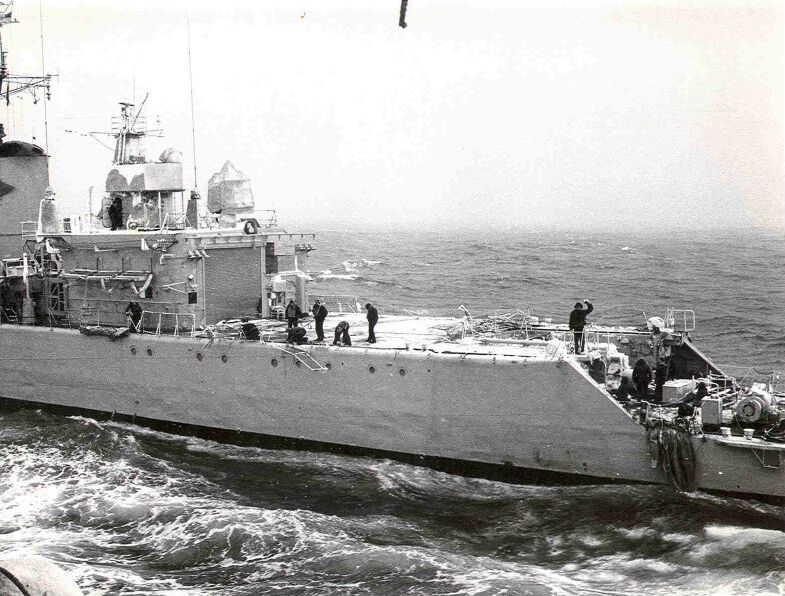
Le patrouilleur en novembre 1973 pendant la Guerre de la morue.

Plus de neuf mois après l'accord de l'OTAN, le 19 juillet 1974, un des plus grands chalutiers de pêche de la flotte britannique, le CS Forester, fut repéré en train de pêcher à l'intérieur des eaux territoriales islandaises. Le navire islandais Þór partit à sa poursuite pour plus de 100 milles nautiques, et après plusieurs avertissements et des tirs de canons, le chalutier fut finalement arraisonné. À cause des tirs de canon, la salle des machines du chalutier et un réservoir d'eau furent endommagés. Le navire fut remorqué jusqu'en Islande, et le capitaine fut condamné à 30 jours de prison et à une amende de 5 000 livres. Le chalutier fut autorisé à repartir après que l'armateur eut payé 26 300 livres.

## Intervention de la Cour internationale de justice
La revendication de l'Islande ayant dépassé la zone de 12 milles reconnue par la communauté internationale, elle pouvait porter atteinte au principe de la liberté de la mer. La Cour internationale de justice (CIJ) rendit deux arrêts au fond le 25 juillet 1974, après avoir été saisie par l'Allemagne de l'Ouest et le Royaume-Uni. La (CIJ) reconnut que « l'existence d'une zone de pêche jusqu'à 12 milles à partir des lignes de base semble généralement acceptée » (§52 de l'arrêt RU c/ Islande et §44 de l'arrêt RFA c/ Islande). La Cour reconnut également que « la pratique des États en matière de pêche montre que la notion de droits préférentiels des États riverains est de plus en plus largement acceptée, en particulier pour les pays ou territoires se trouvant dans une situation de dépendance spéciale à l'égard de leurs pêcheries côtières » (§58 de l'arrêt RU c/ Islande et §50 de l'arrêt RFA c/ Islande).
Alors que la 3e conférence des Nations-Unies sur le droit de la mer avait commencé et que les négociations sur la zone économique exclusive étaient engagées, la CIJ évita de se prononcer sur la question de l'extension à 50 milles puisqu'elle « n'est pas opposable aux demandeurs ».

## Troisième Guerre de la morue
En 1974, l'ONU convoque une convention internationale à Caracas sur le droit de la mer, où il ressort que les nations étaient de plus en plus pour une juridiction sur 200 milles marins. En 1975, un accord conclu entre le Royaume-Uni et l'Islande sur les droits de pêche prit fin, et l'Islande en profita pour étendre sa juridiction jusqu'à la limite des 200 milles (370 km). Une troisième guerre de la morue se déclencha entre les Islandais et les Britanniques, ces derniers étant de nouveau alliés aux Allemands de l'Ouest. Elle dura de novembre 1975 à mars 1976 et consista de nouveau en une guerre d'éperonnages et de chaluts tranchés. Les Allemands se retirèrent rapidement après avoir négocié des quotas de saumons. L'OTAN intervint de nouveau puisque l'Islande menaçait de fermer sa base de Keflavik.
Un des incidents les plus graves eut lieu le 11 décembre 1975. L'Islande prétendit que le Þór, sous le commandement de Helgi Hallvarðsson, aurait quitté le port de Seyðisfjörður pour effectuer des opérations de déminage et aurait reçu l'ordre d'enquêter sur une éventuelle présence de navires étrangers non identifiés à l'embouchure du fjord. Ces navires se seraient identifiés comme étant trois navires britanniques, le Lloydsman, un remorqueur de haute mer trois fois plus grand que le Þór ; le Star Aquarius, un navire de ravitaillement des plates-formes pétrolières du Ministère britannique de l'Agriculture ; et son navire jumeau Star Polaris. Ils auraient trouvé refuge à l'entrée du fjord à la suite d'un coup de vent. Lorsque l'ordre de quitter les eaux territoriales islandaises aurait été donné aux navires britanniques par le commandant du Þór, il fut d'abord respecté, mais à deux milles nautiques (4 km) de la côte, le Star Aquarius aurait viré à tribord et frappé le navire islandais alors que ce dernier aurait tenté de dépasser par la droite le ravitailleur. Alors même que le Þór aurait augmenté sa vitesse, le Lloydsman serait entré en collision. Face aux menaces d'une nouvelle collision, le commandant islandais aurait ordonné de tirer en direction des Britanniques, ce qui aurait causé le retrait de ces derniers. Après que les remorqueurs se seraient retirés, le patrouilleur islandais, qui aurait été sur le point de sombrer, aurait navigué jusqu'au Loðmundarfjörður pour des réparations temporaires.
La version britannique de l'incident diffère considérablement. L'équipage du Þór aurait tenté de monter à bord de l'un des remorqueurs, les autres navires ayant essayé de le protéger. Niels Sigurdsson, l'ambassadeur islandais au Royaume-Uni, déclara que les Islandais ne s'étaient que défendus après avoir été percutés par les navires britanniques. L'Islande consulta le Conseil de sécurité des Nations unies sur l'incident, qui refusa d'intervenir.

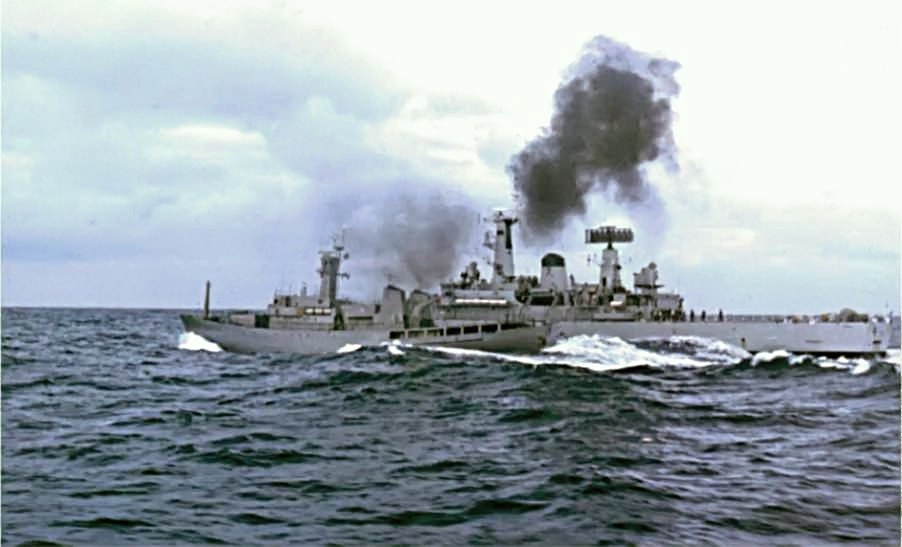
Collision entre le Scylla et Óðinn
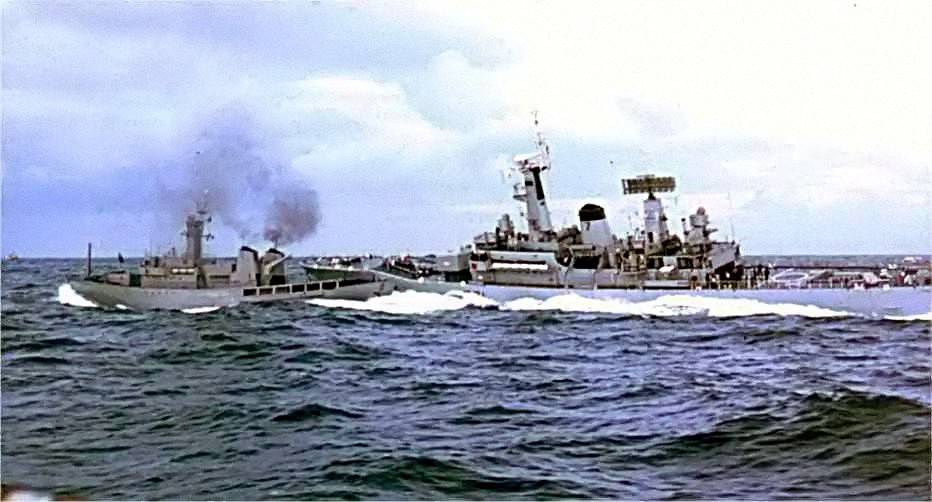
Collision entre le Scylla et Óðinn

Un deuxième incident arriva en janvier 1976, lorsque le HMS Andromeda (F57) entra en collision avec le Þór. La coque du Þór fut percée, et la coque du navire britannique fut enfoncée. Le ministère britannique de la défense déclara qu'il s'agissait d'une attaque délibérée sur le navire britannique, mais les garde-côtes islandais insistèrent sur le fait que les Britanniques avaient percuté le Þór après un dépassement et un changement de cap.

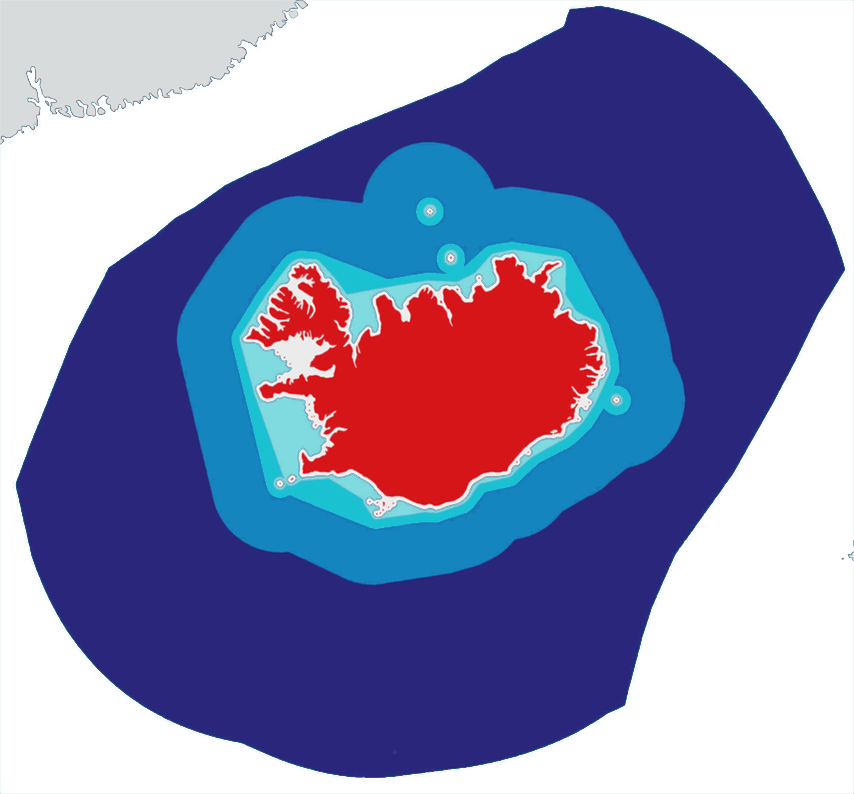
Extension de la Zone économique exclusive de l'Islande.
eaux intérieures
extension à 4 milles
extension à 12 milles (mer territoriale) en 1958
extension à 50 milles en 1972
extension à 200 milles (ZEE actuelle) en 1975

Le Royaume-Uni déploya un total de 22 frégates. En plus des frégates, sept navires de ravitaillement, neuf remorqueurs et trois navires de soutien étaient en service pour protéger les chalutiers, mais seulement six à neuf de ces navires étaient sur zone à un moment donné. Dans le même temps, l'Islande déploya quatre navires patrouilleurs (Óðinn, Þór, Týr, et Ægir) et deux chalutiers armés (Baldur et Ver),. Le gouvernement islandais avait tenté d'acquérir des patrouilleurs américains de la classe Asheville, ce qui fut refusé par le gouvernement américain. Les Islandais avaient ensuite essayé d'acquérir des navires soviétiques de la classe Mirka. Le contexte de Guerre froide joua en la faveur de l'Islande, notamment lorsqu'elle menaça de fermeture la base de l'OTAN à Keflavík, ce qui aurait gravement nui à la capacité de défense de l'OTAN pour défendre l'océan Atlantique de l'Union soviétique.
En conséquence, après des pressions américaines, le gouvernement britannique accepta la zone de 200 milles nautiques (370 km). Au début de 1976, la Communauté économique européenne accepta également le principe des 200 milles nautiques.
Les pêcheurs belges n'étaient pas opposés aux mesures islandaises pendant le conflit. Lors des pourparlers, les diplomates belges revendiquèrent des droits historiques, qui ont finalement été admis. Le 28 novembre 1975, des négociateurs du service des pêches du ministère de l'agriculture ont signé un accord avec le gouvernement islandais. En fonction des périodes de l'année, la modeste flotte ostendaise pouvait continuer de pêcher dans certains secteurs, mais, mis à part les chalutiers existants, aucun autre chalutier n'était toléré. Le retrait de la flotte du chalutier O.129 Amandine annonça la fin de la pêche belge au large de l'Islande, le 3 avril 1995.

## Conséquences
Cet épisode de l'histoire d'Islande eut pour conséquence une modernisation de sa flotte de pêche et permit au pays de mieux contrôler le volume et la nature des prélèvements. Dans les années qui suivirent, les prises connurent des records, notamment en 1982, lorsque la prise de morues fut proche de 508 000 tonnes. Au Royaume-Uni, l'industrie de la pêche, déjà en déclin, fut sévèrement affectée, notamment au nord du pays. Les ports de pêche de Grimsby, Fleetwood et Kingston-upon-Hull furent les plus touchés. 1 500 pêcheurs et 7 000 personnes sur terre perdirent leur emploi. En 2012, plus de 35 ans après la fin de la guerre de la morue, le gouvernement britannique accorda une indemnisation de 1 000 livres pour 2 500 pêcheurs affectés par la fin de la pêche au large de l'Islande. Cette mesure fut critiquée comme trop faible et trop tardive.
Dans le droit de la mer actuel, la zone des 200 milles correspond à la zone économique exclusive des États. De plus, le Royaume-Uni et l’Islande sont signataires de la convention de Montego Bay, qui régit les droits marins des États.